# Võ Đắc Danh
Võ Đắc Danh là một nhà văn, nhà báo, nhà viết kịch và là nhà đạo diễn phim tài liệu Việt Nam. Lĩnh vực ông tạo nên tên tuổi là các thể loại bút ký về cuộc sống của người dân Nam bộ, ông được biệt danh là người nông dân cầm bút vì các đề tài viết về cuộc sống của người nông dân hiện nay tại Đồng bằng sông Cửu Long

## Tiểu sử
Ông sinh tại Tân Thành, Cà Mau. Năm 1981 ông bắt đầu bước chân vào lĩnh vực báo chí tại báo Minh Hải, một tờ báo của tỉnh Minh Hải cũ, nay là hai tỉnh Cà Mau và Bạc Liêu. Sau đó là làm việc tại Hội Văn học Nghệ thuật Minh Hải.
Đầu năm 2000 ông chuyển lên Thành phố Hồ Chí Minh sinh sống vừa làm báo vừa làm phim tài liệu. Ông lần lượt làm việc tại các báo Người lao động, Pháp luật, sau đó ông làm việc ở báo Sài Gòn tiếp thị. Nhiều bút ký của ông được hãng phim truyền hình Thành phố Hồ Chí Minh mua bản quyền và dựng thành phim tài liệu.
Bỗng dưng ông gác bút về sống ở vùng Xẻo Lá thuộc huyện Nhà Bè (Thành phố Hồ Chí Minh). Ở đây, ông đã xây dựng và phát triển nghề nuôi chim yến gắn liền với thương hiệu "Yến Sào Xẻo Lá" nổi tiếng về chất lượng trên thị trường.

## Tác phẩm
Bút ký
Trong hơn 20 năm làm việc trong lĩnh vực văn học, báo chí ông có tới hàng trăm bút ký in trên các báo, và được các nhà xuất bản tổng hợp in lại trong các tác phẩm:
- Canh bạc, Nhà xuất bản Trẻ 2009
- Đồng cỏ chát, Nhà xuất bản Trẻ 2008
- Nổi niềm U Minh hạ, Nhà xuất bản Trẻ 2001
- Thế giới người điên, Nhà xuất bản Văn hóa Sài Gòn 2006

Các bộ phim tài liệu biên kịch và đạo diễn
- Đất lành, Sở VHTT Minh Hải 1994
- Dòng sông ra biển, Sở VHTT Minh Hải 1995
- Sông Trẹm giữa U Minh, hãng phim Hội nhà văn 1996
- Nhức nhối một vùng quê, Đài TH Cần Thơ 1996
- Con trâu, Hãng phim Giải phóng 1997
- Nổi niềm U Minh hạ, Hãng phim truyền hình Thành phố Hồ Chí Minh 1999
- Một vùng sông nước, Hãng phim truyền hình Thành phố Hồ Chí Minh 2000

## Giải thưởng
- Giải nhất cuộc thi do báo Văn nghệ tổ chức năm 2008 cho tác phẩm bút ký Cổ tích trên đỉnh mồ côi[4]
- Giải Khuyến khích Liên hoan phim Việt Nam lần thứ 12 cho phim tài liệu Con trâu[3]